# Pastel de plátano

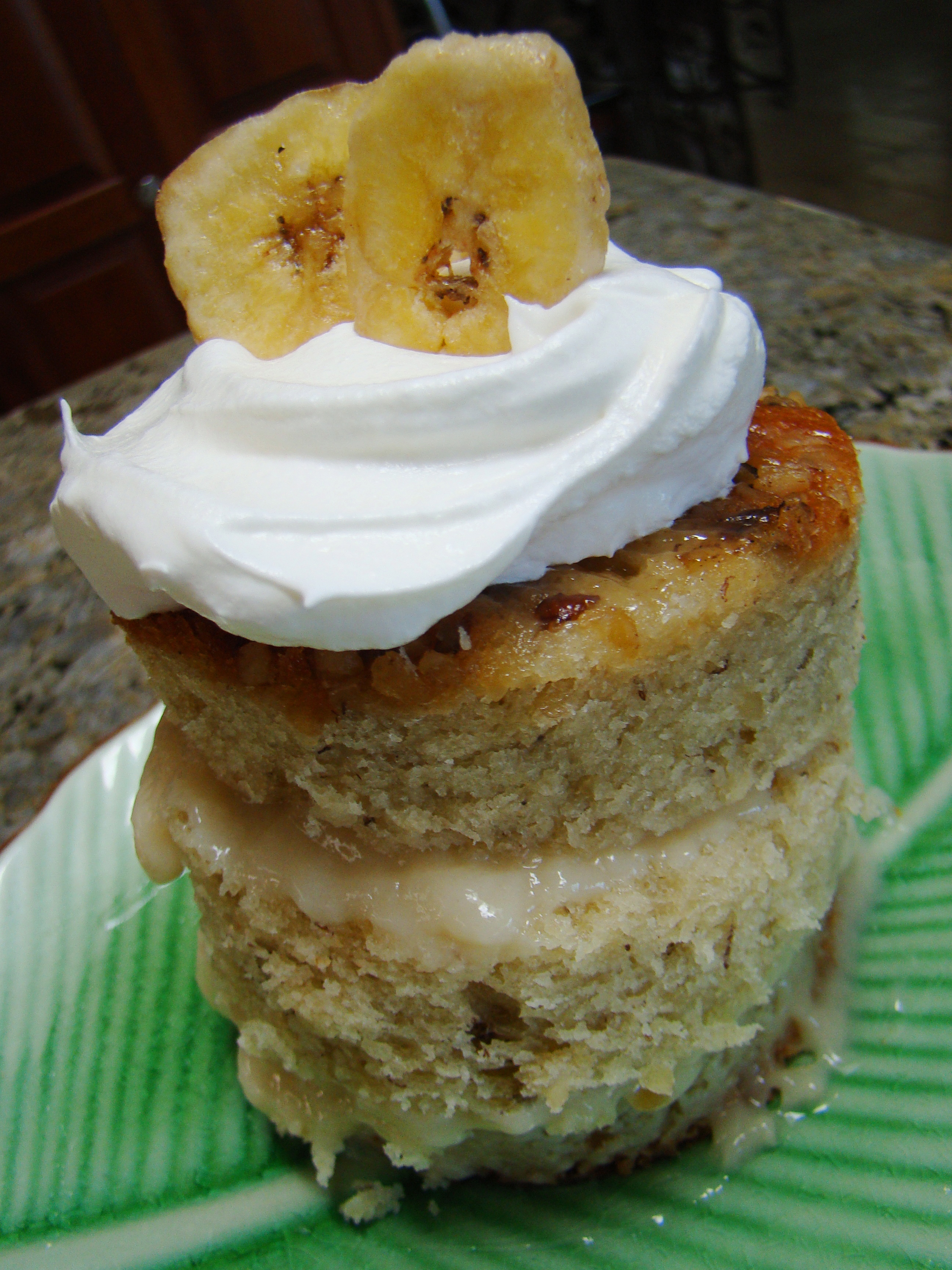
Un cupcake de plátano

El pastel de plátano es un pastel preparado utilizando plátano como su ingrediente principal además de los ingredientes típicos de cualquier pastel. Pueda ser preparado de varias maneras, como un pastel en capas, como muffins o cupcakes. El pastel de plátano al vapor se puede encontrar en las gastronomías China, Indonesia y Vietnam.

## Preparación
El pastel de plátano se prepara utilizando plátano como ingrediente principal e ingredientes del pastel típico como harina, azúcar, huevos, mantequilla, margarina o aceite y bicarbonato de sodio. Los plátanos se pueden machacar o hacer puré utilizando una procesadora o una mecladora eléctrica y mezclados con la masa del pastel, también puede ser coronado o adornado con rodajas de plátanos. El Pastel de plátano es un buen paovechamiento para los plátanos oscurecidos o muy maduros. El chocolate puede ser utilizado como un ingrediente, el cual junto con el plátano lo cual es una combinación exquisita para algunas personas. Frutos secos como nueces pueden ser agregados ya sea a la masa o como adorno del pastel.

El pastel puede ser glaseado, el glaseado puede incluir bebidas alcohólicos como bourbon. El Pastel de plátano puede ser cocido, y también preparado al vapor, utilizando una olla de presión. El pastel puede tener una textura húmeda. Puede ser preparado como un pastel en capas, y la masa del pastel se suele utilizar para preparar muffins y cupcakes. Pueda ser preparado como un plato vegetariano y como un plato dietético.

Pasteles de Plátano
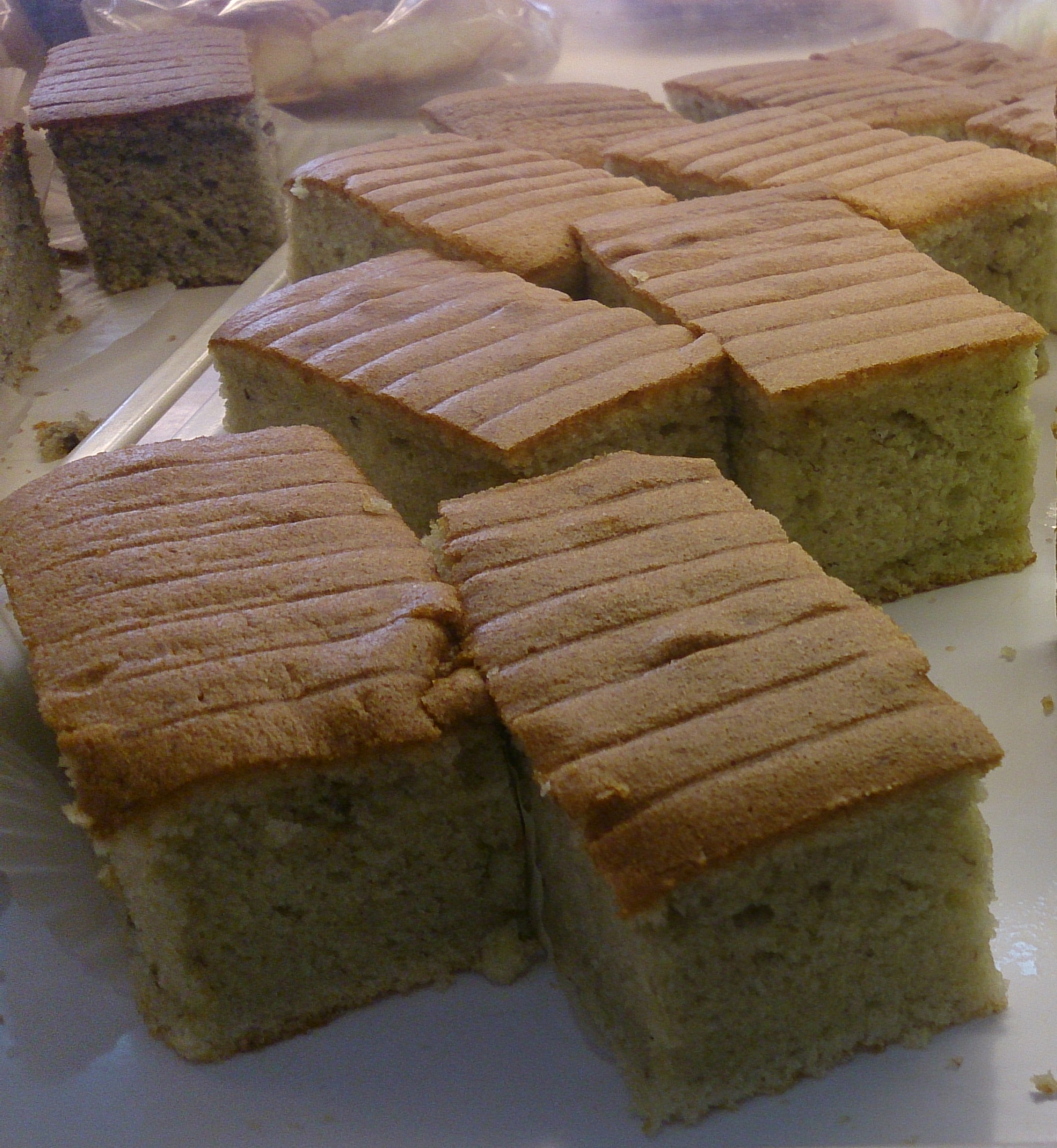
Porciones de pastel de plátano
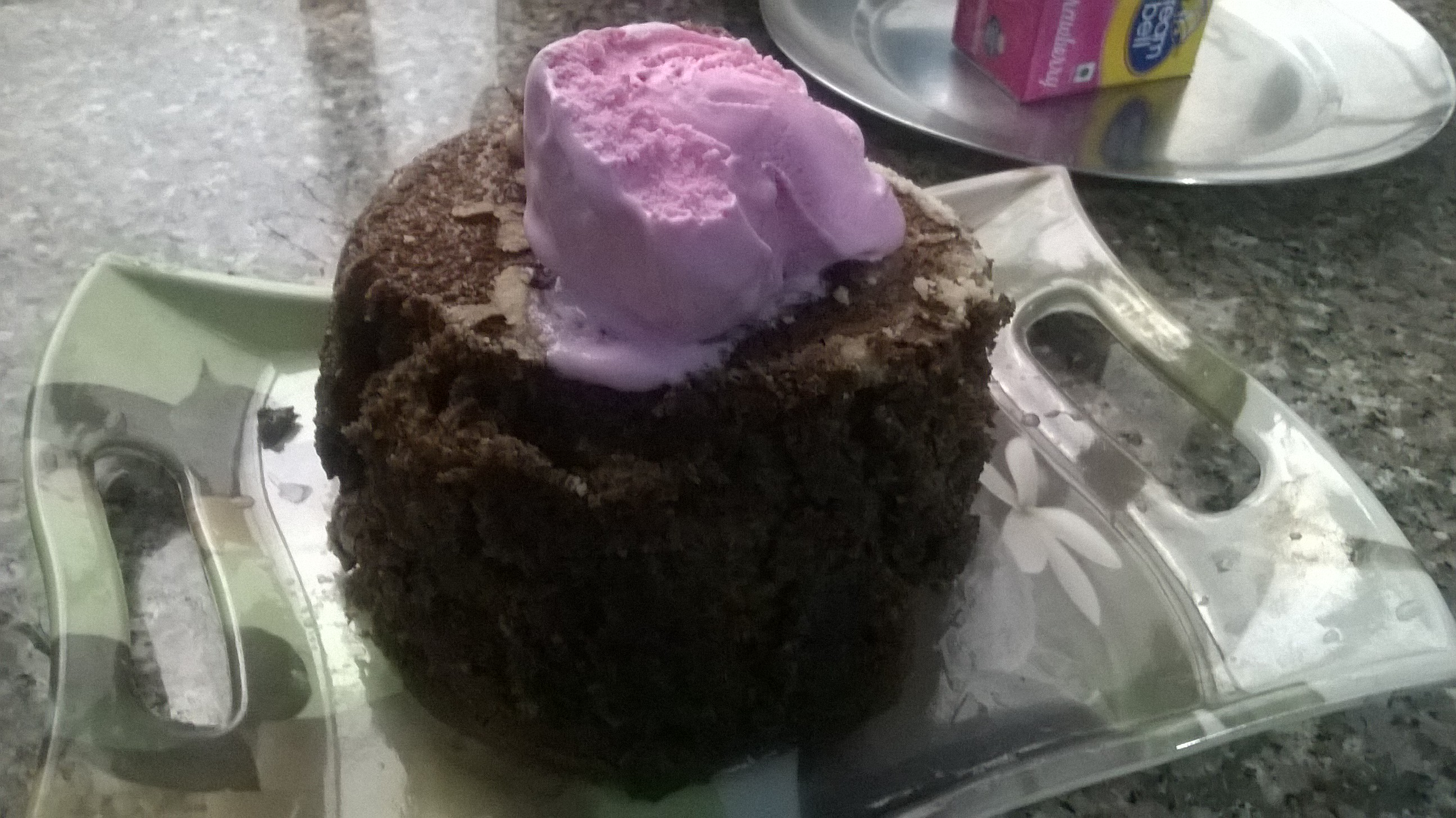
Un pastel de plátano y chocolate adornado con helado de fresa
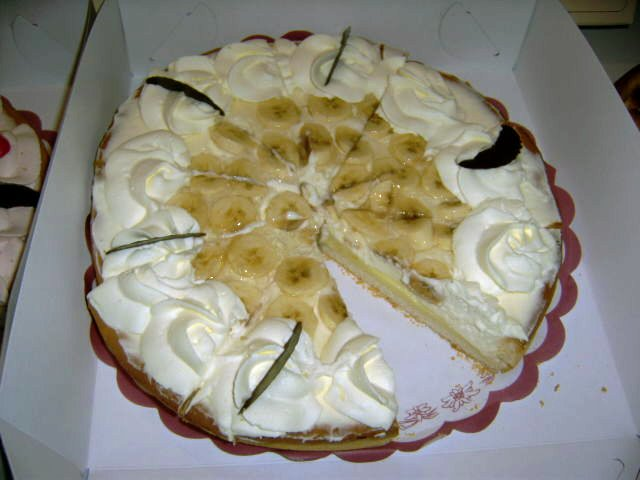
Un pastel de plátano adornado con rodajas de plátano

## Tipos

### En la gastronomía china

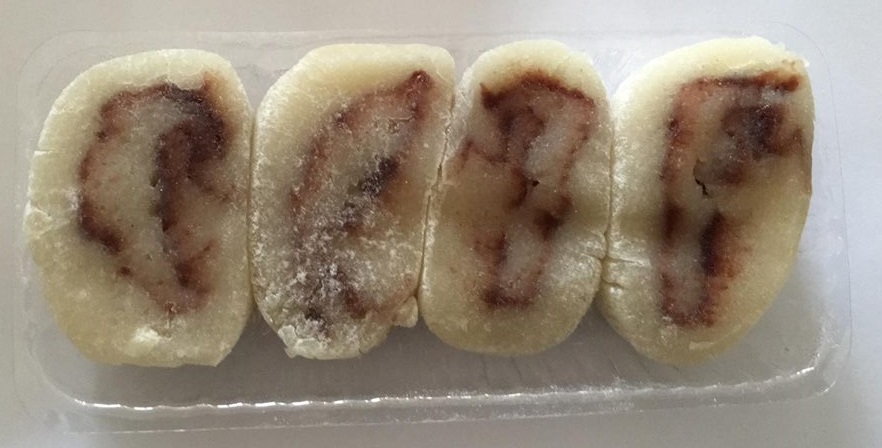
Pasteles de plátano saborizado con pasta de frijoles rojos

En la cocina china, el pastel de plátano es típicamente servido junto con comidas o entre comidas con té, típicamente no es servido como postre.

### Bánh chuối
Bánh chuối Es un pastel de plátano vietnamita o Budín de pan. El pastel es típicamente hecho al vapor, y el budín de pan puede ser horneado.

### Kue nagasari
Kue nagasari Es un popular pastel de plátano indonesio que puede ser preparado utilizando plátano, harina de alubia mung o harina de arroz, leche de coco y azúcar.

Bánh chuối preparado como Pancake.
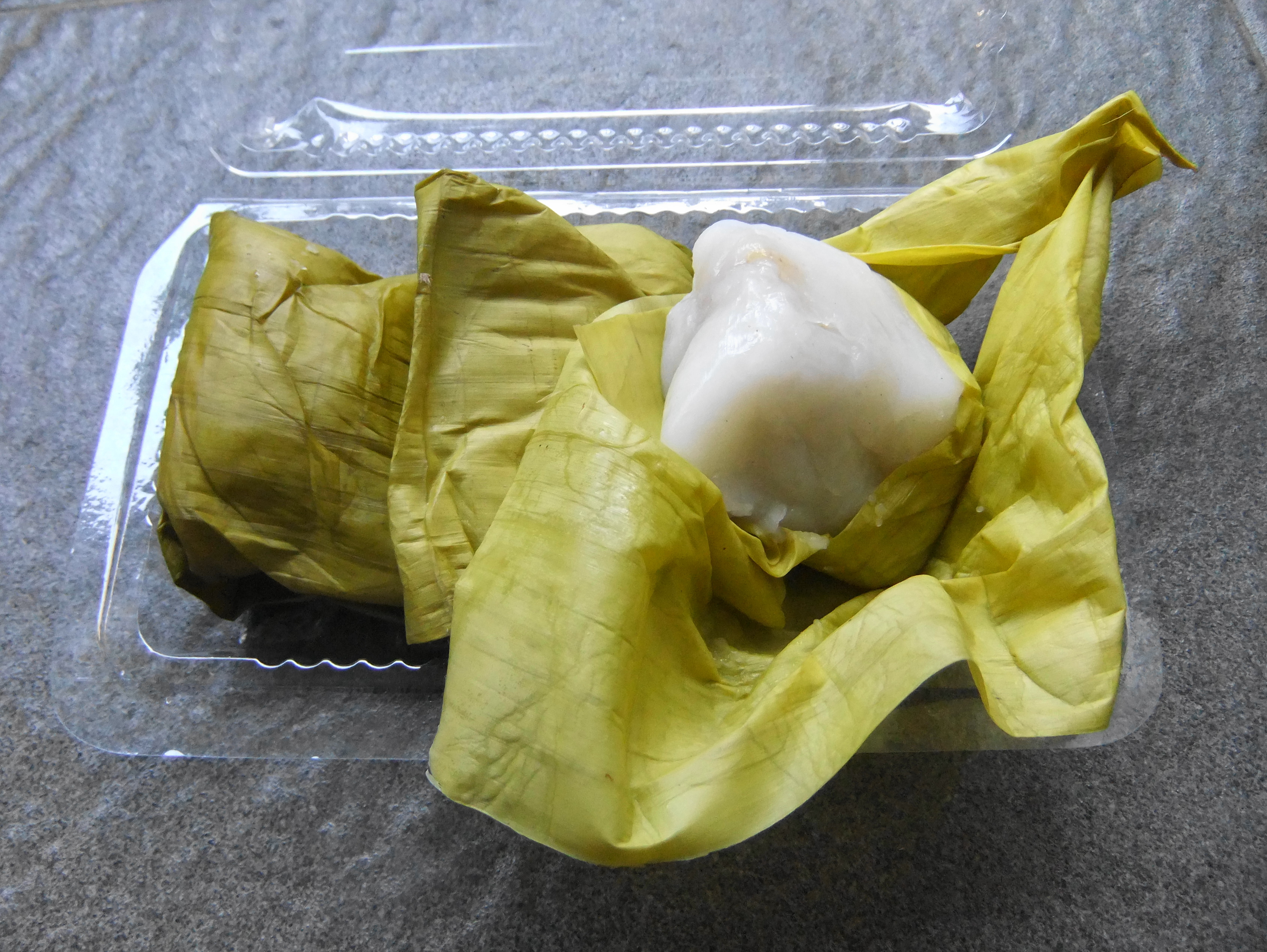
kue nagasari desenvuelto